# 趙不擅
新興郡王趙不擅（？—1251年3月30日），祖籍涿郡（今河北省保定市清苑縣）人，宋朝宗室、第十六代嗣濮王趙士歆第七子，第二十三代嗣濮王。

## 生平
趙不擅在淳熙四年（1177年）獲赐名，可知他大約在幾年前出生，绍熙二年（1191年）獲旨授正率官封；到端平元年正月丙午（1234年2月6日）襲封嗣濮王，職保寧軍承宣使、拜少保。
淳祐十一年（1251年），趙不擅去世，贈官少師，追封新興郡王。